# Atruvia
Die Atruvia AG ist ein deutscher IT-Dienstleister. Kerngeschäft der Unternehmensgruppe sind IT-Dienstleistungen für Volksbanken und Raiffeisenbanken sowie für weitere Unternehmen und Zentralinstitutionen der genossenschaftlichen Finanzgruppe. Das Unternehmen unterhält zwei Hauptstandorte in Karlsruhe und Münster sowie Niederlassungen in München, Frankfurt am Main und Berlin; Satzungssitz ist Frankfurt am Main.

## Geschichte
Ende 2013 nahmen Fiducia IT AG und GAD eG Gespräche über eine mögliche Fusion auf. Nachdem in den vergangenen Jahren ähnliche Gespräche gescheitert waren, konnte eine Einigung erzielt werden. Im Oktober 2014 stimmten die Aufsichtsräte, im November und Dezember die Eigentümer beider Unternehmen einem Zusammenschluss zu. Er wurde rechtskräftig zum 1. Juli 2015. Das so entstandene Unternehmen bekam den Namen Fiducia & GAD IT AG. Im Rahmen dieser Fusion wurde eine Verkleinerung des Vorstandes beschlossen. Nach Angaben des Unternehmens verließ Jörg Dreinhöfer zum 31. Dezember 2018 den Vorstand.
Am 1. September 2021 erfolgte die Umbenennung der Fiducia & GAD IT AG in Atruvia AG. Der Name Atruvia wurde von einer Naming-Agentur entwickelt. Die Silbe „tru“ soll dabei an englische Wörter wie Truth oder Trust anklingen, während die Silbe „via“ (lateinisch für Weg) an Verbindendes denken lassen soll.

## Kernbanksystem agree21
Alle der ehemaligen GAD eG angeschlossenen Banken nutzten bis 2015 die Gesamtbanksoftwarelösung bank21, die an die ehemalige Fiducia IT AG angeschlossenen Banken die Lösung agree. Bis 2019 wurden alle deutschen Volks- und Raiffeisenbanken auf das gemeinsame Kernbankensystem agree21 umgestellt, das im Kern auf agree basiert. Neben den VR-Banken nutzen auch die PSD-Banken, einzelne Sparda-Banken sowie diverse Privatbanken diese Software.